# Esteban Gutiérrez
Esteban Manuel Gutiérrez Gutiérrez (Monterrey, 5 de agosto de 1991) é um automobilista mexicano que competiu na Fórmula 1 nos anos de 2013, 2014 e 2016, correndo pelas equipes Sauber e Haas. Ele também teve passagens pela Fórmula E e pela IndyCar Series. Ele foi campeão da GP3 Series em 2010 e da Fórmula BMW Europeia em 2008.

## Carreira

### Kart
Esteban iniciou sua carreira em 2004 no campeonato de kart Rotax Max Challenge correndo nos últimos três eventos da temporada.
Em 2005, no mesmo evento, ganhou acesso à Grand Nationals nos Estados Unidos onde terminou em terceiro e garantiu também sua participação nas finais mundiais na Malásia, onde terminou em 22º devido a falha técnica.
Em 2006, venceu cinco das cinco corridas no campeonato Camkart Challenge e terminou em 4º no Rotax Max Challenge.

### Fórmula BMW
Em 2007 foi nomeado a revelação do ano da Fórmula BMW dos EUA terminando 2º lugar no ranking geral. Venceu 3 corridas, 8 pódios e 9 de 14 pole positions, superando um jovem Alexander Rossi por 26 pontos, mas ficando oitenta e sete pontos abaixo do campeão Daniel Morad.
Em 2008 disputou o campeonato de Fórmula BMW Europeia pela Josef Kaufmann Racing. Sua temporada foi dominante, com o mexicano somando 12 pódios em 16 corridas, 7 deles em primeiro lugar. Seis dessas vitórias vieram em sequência, com as da rodada dupla de Hockenheimring se destacando por Gutiérrez também ter feito as poles e as voltas mais rápidas. Ao final, o mexicano somou 353 pontos, superando o companheiro Marco Wittmann, vice-campeão da temporada, por 26 pontos.

### Fórmula 3

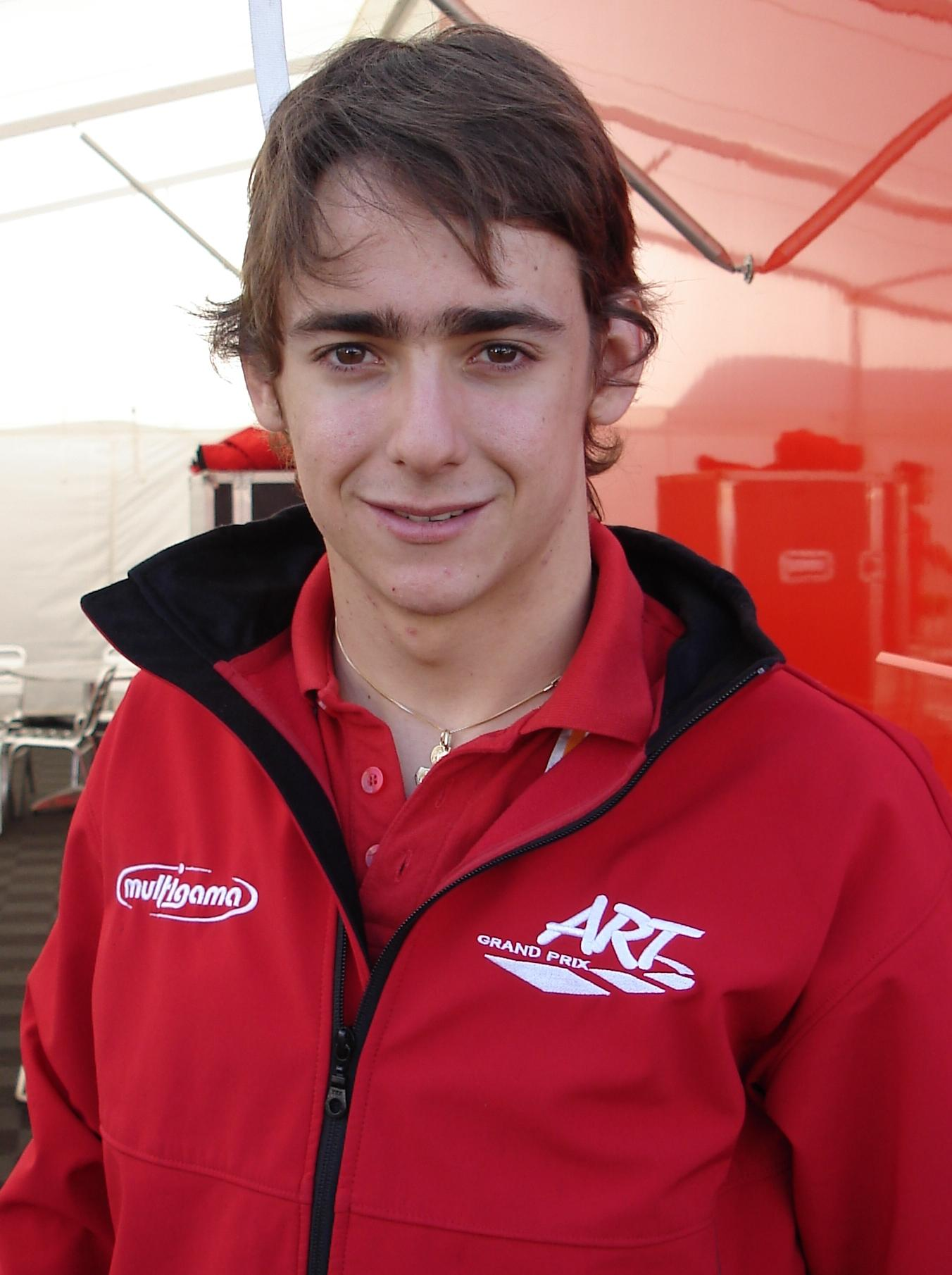
Gutierrez em 2009

Em 2009, Gutiérrez subiu para a Fórmula 3 Euro Series com uma vaga na ART Grand Prix, a então campeã da categoria, ao lado de Jules Bianchi, Valtteri Bottas e Adrien Tambay. Ele terminou em nono lugar geral no campeonato, conquistando dois pódios em Nürburgring e Dijon-Prenois, totalizando 26 pontos. Dentre seus companheiros de equipe, Gutierrez só superou Tambay, que não fez a temporada completa. Bottas foi terceiro no campeonato, com mais que o dobro de sua pontuação, e Bianchi foi o campeão dominante, fazendo mais que o quádruplo de seus pontos. Já dentre os estreantes, Gutiérrez foi o terceiro, abaixo de Alexander Sims e de Bottas.
Ele também competiu em duas etapas da Fórmula 3 Inglesa, conquistando um pódio e a volta mais rápida no Algarve, correndo contra o eventual campeão Daniel Ricciardo.

### GP3 Series
Em 2010, Gutiérrez disputou a temporada inaugural da GP3 Series, competindo novamente pela ART Grand Prix. Ele se juntou a Pedro Nunes e Alexander Rossi na equipe. Gutiérrez foi campeão com duas corridas de antecedência ao conquistar a pole position, e os dois pontos de bônus que vieram com ela, para o fim de semana de corrida final em Monza. Gutiérrez dominou toda a temporada, marcando dez vezes nas 16 corridas, com oito pódios e cinco vitórias, somando oitenta e oito pontos, dezessete a mais do que Robert Wickens, o vice-campeão.

### GP2 Series
Após participar de sessões de testes em 2009, Gutiérrez foi chamado para correr em tempo integral em 2011 pela Lotus ART, como companheiro de Jules Bianchi. Sua única vitória do ano foi na corrida curta de Valência, e ele teve outro pódio na Hungria, fechando a temporada em 13º, com os mesmos quinze pontos de Fabio Leimer e Josef Král, mas levando vantagem sobre eles por ter esses pódios e mais um sexto lugar como melhores resultados.
Gutiérrez seguiu na Lotus para 2012, agora tendo James Calado como companheiro. O mexicano somou três vitórias e totalizou sete pódios, o que lhe rendeu 176 pontos e o terceiro lugar no campeonato de pilotos, ficando abaixo do vice-campeão Luiz Razia por 46 pontos e do campeão Davide Valsecchi por 71 pontos.

### Fórmula 1
Em 26 de fevereiro de 2010 assinou contrato como piloto de testes e reserva da equipe BMW Sauber para a Fórmula 1.
Em 26 de outubro de 2012, foi anunciado como substituto de Sergio Pérez na primeira sessão de treinos do Grande Prêmio da Índia, uma vez que o piloto titular recuperava-se de um resfriado. Segundo Gutiérrez, foi a primeira vez que ele pilotou o C31, já que tinha realizado apenas testes em linha reta. O piloto mexicano terminou o treino com o 20º tempo.

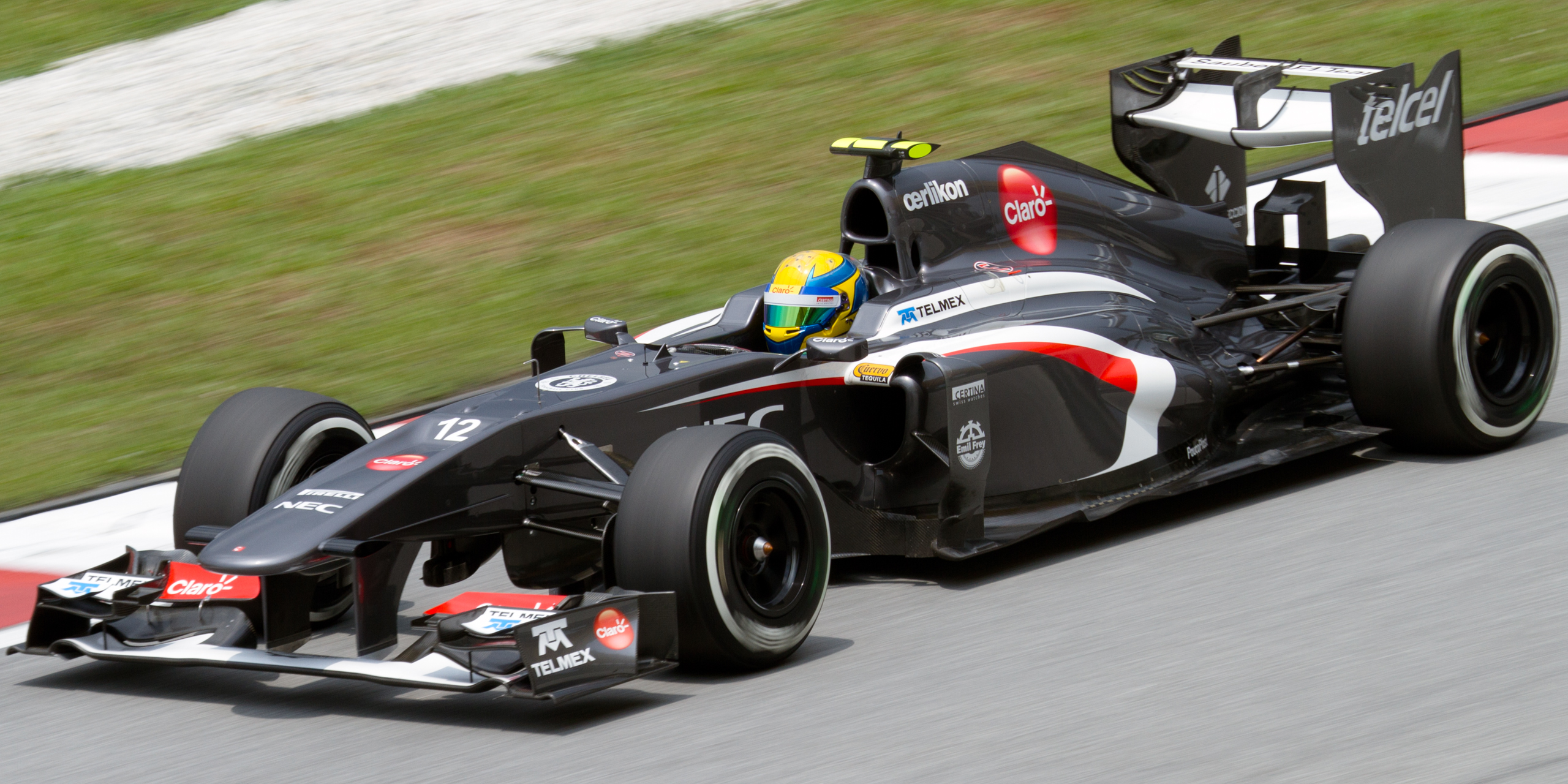
Gutiérrez durante os treinos livres do GP da Malásia de 2013

Em 2013, foi confirmado como titular da Sauber, substituindo Pérez definitivamente e sendo companheiro de Nico Hülkenberg, que vinha da Force India. A etapa da Espanha foi especial para Gutiérrez, pois ele chegou a liderar algumas voltas, o que o colocou entre os dez mais jovens a liderar uma volta na F1. Mesmo terminando em 11º, Gutierrez marcou a volta mais rápida da corrida, sendo à época o segundo mais jovem a alcançar esse feito, com apenas Nico Rosberg o superando. Atualmente, Gutiérrez é o quinto mais jovem a fazer a volta mais rápida. Mas o melhor resultado de Gutiérrez no ano foi o sétimo lugar no GP do Japão, que também acabou sendo a única vez que ele pontuaria no ano (e até o momento, em toda a sua carreira na F1). O mexicano fechou sua temporada de estreia como o décimo sexto colocado, com 6 pontos, seis posições abaixo de Hülkenberg, que somou quase nove vezes mais pontos.

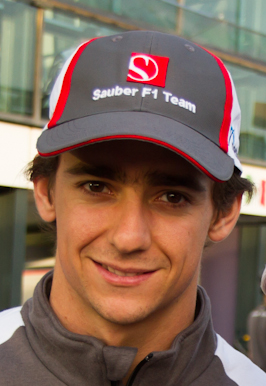
Gutiérrez em 2014

Com o retorno de Hülkenberg para a Force India, Gutierrez ganhou a companhia de outro alemão, o experiente Adrian Sutil, para 2014. O mexicano não pontuou em nenhuma vez, tendo como melhor resultado um 12º lugar na Austrália. Ele ficou em vigésimo, duas posições abaixo de Sutil, que também não pontuou.
Ao fim da temporada de 2014 foi dispensado da Sauber, porém foi contratado pela Ferrari como piloto reserva e de testes.

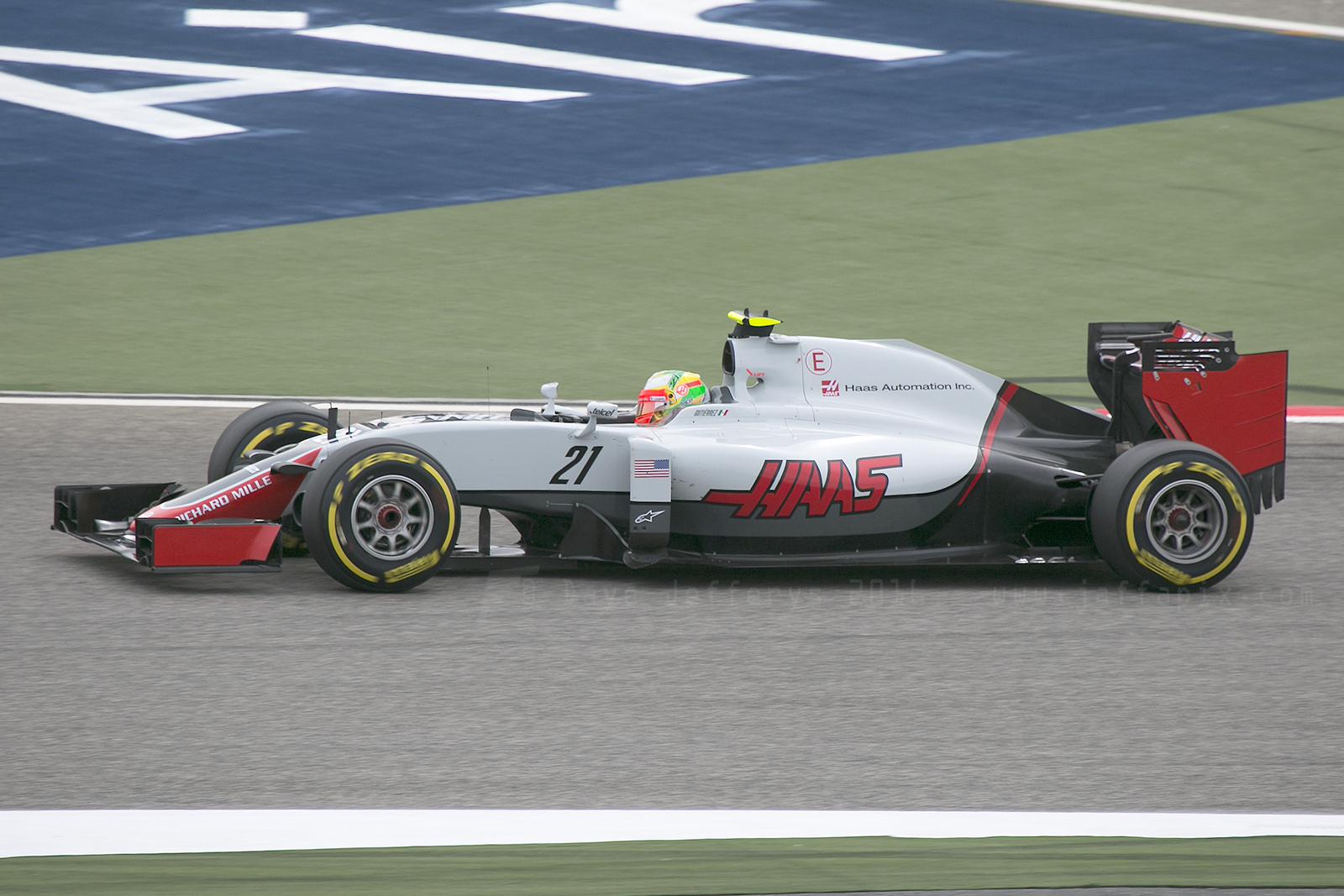
Gutiérrez pilotando a Haas VF-16 no

Em outubro de 2015, foi anunciado como o segundo piloto da equipe Haas F1 Team para a temporada de 2016, sendo companheiro de Romain Grosjean. Não pontuou em nenhuma etapa, tendo cinco décimos primeiros lugares como melhores resultados. Abandonou outras cinco provas e fechou o ano em 21º, num campeonato em que 24 pilotos participaram. Também foi amplamente superado pelo companheiro Grosjean, que fez 29 pontos e ficou oito posições acima dele no campeonato. Gutiérrez deixou a Haas ao final da temporada, com Kevin Magnussen assumindo seu lugar.
Desde 2018, Gutiérrez é piloto de simulador da Mercedes, representando a equipe em corridas virtuais. O piloto chegou a ser reserva da marca na F1 e na Fórmula E, mas foi descoberto em agosto de 2020 que Gutiérrez havia deixado de ser elegível para uma superlicença no início do ano após a introdução de novos requisitos para mantê-los por mais de três anos, que foram ignorados pela Mercedes e o tornaram inelegível para ser um piloto reserva na Fórmula 1. Assim, a equipe germânica colocou Gutierrez para ser embaixador da marca.

### Fórmula E
Em 10 de janeiro de 2017, Gutiérrez anunciou que se juntaria à Fórmula E, para corridas selecionadas durante a temporada 2016–17. Em 9 de março de 2017, foi anunciado que Gutiérrez substituiria Ma Qing Hua na Techeetah, a partir da quarta rodada, sendo companheiro de Jean-Éric Vergne. Ele competiu nos ePs da Cidade do México, de Mônaco e de Paris e terminou entre os 10 primeiros duas vezes. Ele fechou o ano em 21º lugar, graças aos cinco pontos que ganhou em suas três corridas.

### IndyCar
Em 1º de Junho de 2017, foi anunciado que Gutiérrez competiria na Fórmula Indy a partir das provas de Detroit, substituindo Sébastien Bourdais na equipe Dale Coyne Racing, após o francês sofrer acidente na Indy 500. Gutiérrez participou de sete eventos, tendo como melhor posição um 13º lugar em Iowa.

## Resultados
| Ano     | Categoria                                   | Equipe                           | Corridas                          | Vitórias                          | Poles                             | V.M.R.                            | Pódios                            | Pontos                            | Class.                            |
| ------- | ------------------------------------------- | -------------------------------- | --------------------------------- | --------------------------------- | --------------------------------- | --------------------------------- | --------------------------------- | --------------------------------- | --------------------------------- |
| 2007    | Formula BMW EUA                             | Team Autotecnica                 | 14                                | 4                                 | 9                                 | 2                                 | 8                                 | 436                               | 2º                                |
| 2007    | Formula BMW World Final                     | Team Autotecnica                 | 1                                 | 0                                 | 0                                 | 0                                 | 0                                 | N/A                               | 25º                               |
| 2007    | Fórmula BMW ADAC                            | Esteban Gutiérrez                | 2                                 | 0                                 | 0                                 | 1                                 | 0                                 | 46                                | 26º                               |
| 2008    | Fórmula BMW Europa                          | Josef Kaufmann Racing            | 16                                | 7                                 | 3                                 | 9                                 | 12                                | 353                               | 1º                                |
| 2008    | Fórmula BMW World Final                     | Josef Kaufmann Racing            | 1                                 | 0                                 | 1                                 | 0                                 | 1                                 | N/A                               | 3º                                |
| 2008    | Fórmula 3 alemã                             | Josef Kaufmann Racing            | 2                                 | 0                                 | 0                                 | 0                                 | 0                                 | N/A                               | NC†                               |
| 2008    | International Fórmula Master                | Trident Racing                   | 2                                 | 0                                 | 0                                 | 0                                 | 1                                 | 8                                 | 19º                               |
| 2009    | Fórmula 3 Euro Series                       | ART Grand Prix                   | 20                                | 0                                 | 0                                 | 0                                 | 2                                 | 26                                | 9º                                |
| 2009    | Fórmula 3 inglesa                           | ART Grand Prix                   | 4                                 | 0                                 | 0                                 | 1                                 | 1                                 | N/A                               | NC†                               |
| 2009    | Masters de Fórmula 3                        | ART Grand Prix                   | 1                                 | 0                                 | 0                                 | 0                                 | 0                                 | N/A                               | 17º                               |
| 2010    | GP3 Series                                  | ART Grand Prix                   | 16                                | 5                                 | 3                                 | 7                                 | 9                                 | 88                                | 1º                                |
| 2010    | Fórmula 3 Euro Series                       | ART Grand Prix                   | 2                                 | 0                                 | 0                                 | 0                                 | 0                                 | N/A                               | NC†                               |
| 2010    | Fórmula 3 inglesa                           | ART Grand Prix                   | 3                                 | 0                                 | 0                                 | 0                                 | 0                                 | N/A                               | NC†                               |
| 2011    | GP2 Series                                  | Lotus ART                        | 18                                | 1                                 | 0                                 | 1                                 | 2                                 | 15                                | 13º                               |
| 2011    | GP2 Asia Series                             | Lotus ART                        | 4                                 | 0                                 | 0                                 | 0                                 | 0                                 | 3                                 | 11º                               |
| 2011    | GP2 Final                                   | Lotus ART                        | 2                                 | 0                                 | 0                                 | 0                                 | 0                                 | 2                                 | 8º                                |
| 2011    | Fórmula 1                                   | Sauber F1 Team                   | Piloto de testes                  | Piloto de testes                  | Piloto de testes                  | Piloto de testes                  | Piloto de testes                  | Piloto de testes                  | Piloto de testes                  |
| 2012    | GP2 Series                                  | Lotus GP                         | 24                                | 3                                 | 0                                 | 5                                 | 7                                 | 176                               | 3º                                |
| 2012    | Fórmula 1                                   | Sauber F1 Team                   | Piloto de testes                  | Piloto de testes                  | Piloto de testes                  | Piloto de testes                  | Piloto de testes                  | Piloto de testes                  | Piloto de testes                  |
| 2013    | Fórmula 1                                   | Sauber F1 Team                   | 19                                | 0                                 | 0                                 | 1                                 | 0                                 | 6                                 | 16º                               |
| 2014    | Fórmula 1                                   | Sauber F1 Team                   | 19                                | 0                                 | 0                                 | 0                                 | 0                                 | 0                                 | 20º                               |
| 2015    | Fórmula 1                                   | Scuderia Ferrari                 | Piloto de testes                  | Piloto de testes                  | Piloto de testes                  | Piloto de testes                  | Piloto de testes                  | Piloto de testes                  | Piloto de testes                  |
| 2016    | Fórmula 1                                   | Haas F1 Team                     | 21                                | 0                                 | 0                                 | 0                                 | 0                                 | 0                                 | 21º                               |
| 2016–17 | Fórmula E                                   | Techeetah                        | 3                                 | 0                                 | 0                                 | 0                                 | 0                                 | 5                                 | 22º                               |
| 2017    | IndyCar Series                              | Dale Coyne Racing                | 7                                 | 0                                 | 0                                 | 0                                 | 0                                 | 91                                | 25º                               |
| 2018    | Fórmula 1                                   | Mercedes-AMG Petronas Motorsport | Piloto de desenvolvimento         | Piloto de desenvolvimento         | Piloto de desenvolvimento         | Piloto de desenvolvimento         | Piloto de desenvolvimento         | Piloto de desenvolvimento         | Piloto de desenvolvimento         |
| 2019    | Fórmula 1                                   | Mercedes-AMG Petronas Motorsport | Piloto reserva                    | Piloto reserva                    | Piloto reserva                    | Piloto reserva                    | Piloto reserva                    | Piloto reserva                    | Piloto reserva                    |
| 2019–20 | Fórmula E                                   | Mercedes-EQ Formula E Team       | Piloto reserva/de desenvolvimento | Piloto reserva/de desenvolvimento | Piloto reserva/de desenvolvimento | Piloto reserva/de desenvolvimento | Piloto reserva/de desenvolvimento | Piloto reserva/de desenvolvimento | Piloto reserva/de desenvolvimento |
| 2020    | Fórmula 1                                   | Mercedes-AMG Petronas F1 Team    | Piloto reserva                    | Piloto reserva                    | Piloto reserva                    | Piloto reserva                    | Piloto reserva                    | Piloto reserva                    | Piloto reserva                    |
| 2021    | Fórmula 1                                   | Mercedes-AMG Petronas F1 Team    | Piloto de desenvolvimento         | Piloto de desenvolvimento         | Piloto de desenvolvimento         | Piloto de desenvolvimento         | Piloto de desenvolvimento         | Piloto de desenvolvimento         | Piloto de desenvolvimento         |
| 2022    | Mundial de Endurance da FIA - LMP2          | Inter Europol Competition        | 6                                 | 0                                 | 0                                 | 0                                 | 0                                 | 20                                | 15º                               |
| 2022    | 24 Horas de Le Mans - LMP2                  | Inter Europol Competition        | 1                                 | 0                                 | 0                                 | 0                                 | 0                                 | N/D                               | 13º                               |
| 2022    | Grande Prêmio Histórico de Mônaco - Série D | BRM Team                         | 1                                 | 0                                 | 0                                 | 0                                 | 0                                 | N/D                               | 13º                               |
| 2022    | Fórmula 1                                   | Mercedes-AMG Petronas F1 Team    | Piloto de desenvolvimento         | Piloto de desenvolvimento         | Piloto de desenvolvimento         | Piloto de desenvolvimento         | Piloto de desenvolvimento         | Piloto de desenvolvimento         | Piloto de desenvolvimento         |
| 2023    | IMSA SportsCar - LMP2                       | CrowdStrike Racing by ABR        | 1                                 | 0                                 | 0                                 | 0                                 | 1                                 | 0                                 | NC‡                               |
| 2023    | 24 Horas de Le Mans - Hypercar              | Glickenhaus Racing               | 1                                 | 0                                 | 0                                 | 0                                 | 0                                 | N/D                               | 7º                                |

### Fórmula 1
(Legenda): (Corridas em negrito indicam pole position); (Corridas em itálico indicam volta mais rápida)
| Temporada | Equipe         | Chassis    | Motor                | 1       | 2       | 3       | 4      | 5      | 6       | 7       | 8      | 9       | 10      | 11      | 12     | 13     | 14      | 15     | 16      | 17     | 18      | 19     | 20      | 21     | Pos | Pts |
| --------- | -------------- | ---------- | -------------------- | ------- | ------- | ------- | ------ | ------ | ------- | ------- | ------ | ------- | ------- | ------- | ------ | ------ | ------- | ------ | ------- | ------ | ------- | ------ | ------- | ------ | --- | --- |
| 2013      | Sauber F1 Team | Sauber C32 | Ferrari 056 2.4 V8   | AUS 13  | MAL 12  | CHN Ret | BHR 18 | ESP 11 | MON 13  | CAN 20  | GBR 14 | ALE 14  | HUN Ret | BEL 14  | ITA 13 | SIN 12 | COR 11  | JAP 7  | IND 15  | EAU 13 | EUA 13  | BRA 12 |         |        | 16º | 6   |
| 2014      | Sauber F1 Team | Sauber C33 | Ferrari 059/3 1.6 V6 | AUS 12  | MAL Ret | BHR Ret | CHN 16 | ESP 16 | MON Ret | CAN 14† | AUT 19 | GBR Ret | ALE 14  | HUN Ret | BEL 15 | ITA 20 | SIN Ret | JAP 13 | RUS 15  | EUA 14 | BRA 14  | EAU 15 |         |        | 20º | 0   |
| 2016      | Haas F1 Team   | Haas VF-16 | Ferrari 061 1.6 V6   | AUS Ret | BHR Ret | CHN 14  | RUS 17 | ESP 11 | MON 11  | CAN 13  | EUR 16 | AUT 11  | GBR 16  | HUN 13  | ALE 11 | BEL 12 | ITA 13  | SIN 11 | MAL Ret | JAP 20 | EUA Ret | MEX 19 | BRA Ret | EAU 12 | 21º | 0   |

Nota
*† – O piloto não terminou a prova, mas foi classificado pois completou 90% da corrida.